# Нигерийска гражданска война
Нигерийската гражданска война (6 юли 1967 – 15 януари 1970) е политически конфликт, причинен от опита за отцепване на Югоизточните провинции в Нигерия, като самопровъзгласила се Република Биафра.

## Причини за конфликта
Конфликтът е резултат на икономически, етнически, културни и религиозни противоречия между различните народи на Нигерия.

### Петрола
След откриването на огромни запаси от нефт в делтата на река Нигер, местното население прави опити да запази природните си богатства за своите нужди и да стане икономически независимо от федералното правителство.